# Margit Graf
Margit Graf (20 de marzo de 1951) es una deportista austríaca que compitió en luge en la modalidad individual. Ganó una medalla de bronce en el Campeonato Mundial de Luge de 1977, y una medalla de bronce en el Campeonato Europeo de Luge de 1977.

## Palmarés internacional
| Campeonato Mundial | Campeonato Mundial | Campeonato Mundial | Campeonato Mundial |
| Año                | Lugar              | Medalla            | Prueba             |
| ------------------ | ------------------ | ------------------ | ------------------ |
| 1977               | Igls (Austria)     | Medalla de bronce  | Individual         |
| Campeonato Europeo |                    |                    |                    |
| Año                | Lugar              | Medalla            | Prueba             |
| 1977               | Königssee (RFA)    | Medalla de bronce  | Individual         |